# جريج بيج (ملاكم)
جريج بيج (بالإنجليزية: Greg Page)‏ مواليد 25 أكتوبر 1958 في لويفيل - الوفاة 27 أبريل 2009 في لويفيل، كان ملاكم أمريكي سابق صنّف ضمن فئة الوزن الثقيل. حقق بطولة رابطة الملاكمة العالمية.

## إحصائيات
خاض خلال مسيرته 76 نزالا، فاز في 58 وتعادل في 1 وخسر في 17. فاز بالضربة القاضية في 48 نزالا.

## روابط خارجية
- جريج بيج على موقع بوكس ريك (الإنجليزية) (registration required)